# Hieronymus Holzach (Schultheiss)
Hieronymus Holzach (* 1540 in Basel) war ein Schweizer Schultheiss.

## Leben
Hieronymus Holzach, Sohn des Basler Arztes Eucharius Holzach, schloss sich 1561 der Zunft zu Safran an. Er war Schaffner der säkularisierten Kartause St. Margarethen und versah von 1578 bis 1581 als Schultheiss das wichtigste Amt von Kleinbasel.